# 结果-节孔行动

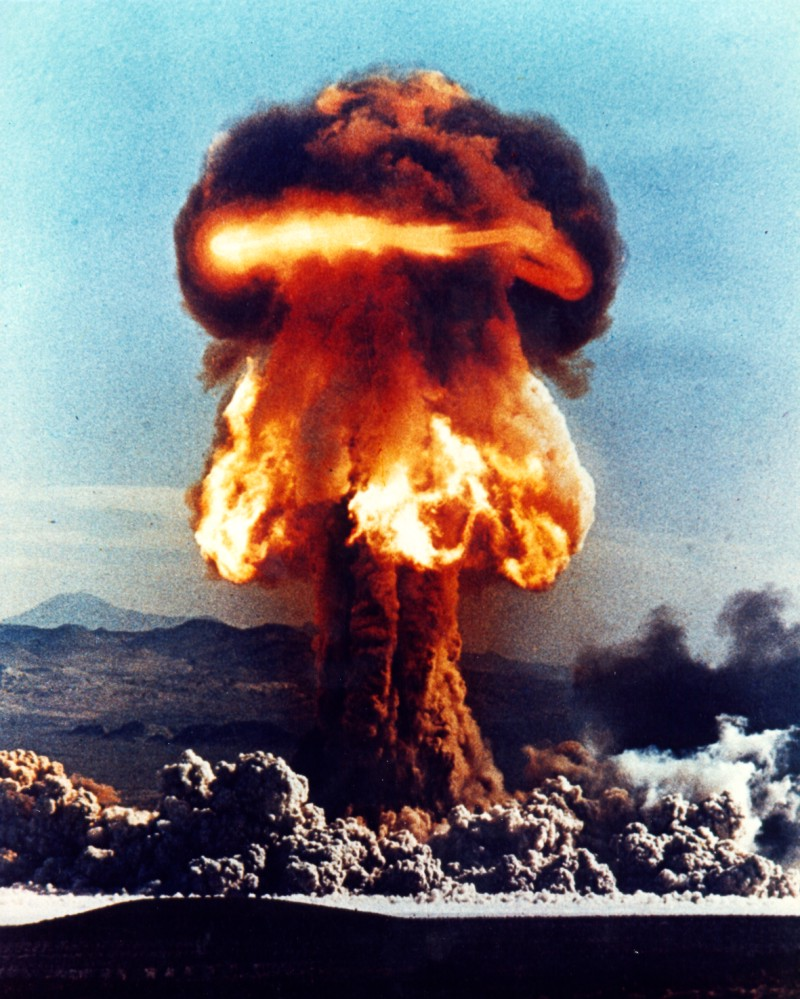
伽堡核试验的蘑菇云

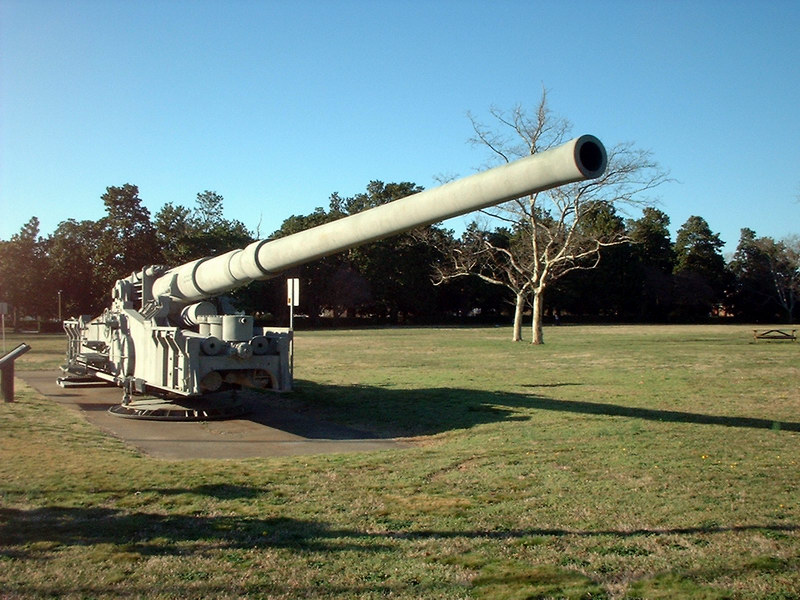
弗吉尼亚战争博物馆保存的M65型原子弹加农炮

结果-节孔行动（英語：Operation Upshot-Knothole）是1953年美国于内华达试验场进行的核试验行動，共計11次试爆。
本次行动中较为著名的是第一次使用加农炮发射核炮弹，这一实验称作伽堡核试验，约2.1万以上参与沙漠岩石V演习的士兵参与这次核试验。另外两次试验由加州大学放射实验室（现勞倫斯利福摩爾國家實驗室）主持，从中得到了一些可以在大规模热核反应中使用的热核物质，随后被用在城堡行动中。

## 试验列表
| 名称             | 日期          | 地点         | 爆炸当量 | 附注                                                       |
| ---------------- | ------------- | ------------ | -------- | ---------------------------------------------------------- |
| 安妮 （Annie）   | 1953年3月17日 | 内华达试验场 | 16千吨   |                                                            |
| 南希 （Nancy）   | 1953年3月24日 | 内华达试验场 | 24千吨   |                                                            |
| 露丝 （Ruth）    | 1953年3月31日 | 内华达试验场 | 0.2千吨  | 加州大学主持的第一次核试验（不完全核试验），使用了氢化铀。 |
| 迪克西 （Dixie） | 1953年4月6日  | 内华达试验场 | 11千吨   |                                                            |
| 雷 （Ray）       | 1953年4月11日 | 内华达试验场 | 0.2千吨  | 加州大学主持的第二次核试验（不完全核试验），使用了氢化铀。 |
| 獾 （Badger）    | 1953年4月18日 | 内华达试验场 | 23千吨   |                                                            |
| 西蒙 （Simon）   | 1953年4月25日 | 内华达试验场 | 43千吨   |                                                            |
| 再演 （Encore）  | 1953年5月8日  | 内华达试验场 | 27千吨   |                                                            |
| 哈利 （Harry）   | 1953年5月19日 | 内华达试验场 | 32千吨   | 使用了Mark 13型核弹，产生了大量的放射性落尘。              |
| 伽堡 （Grable）  | 1953年5月25日 | 内华达试验场 | 15千吨   | 测试了W19型核炮弹。                                        |
| 高潮 （Climax）  | 1953年6月4日  | 内华达试验场 | 61千吨   |                                                            |

## 安妮核试验
本次实验在1953年3月17日进行，该试验由联邦民防管理局主持，测试了核爆冲击波对两座木框架结构房屋、十五辆汽车和八个避难所的影响。这一试验在全美国电视上被播放。

## 迪克西核试验
本次实验在1953年4月6日进行，为一次高空核试验，利用战斗机携带至高空投放，其爆炸当量为1.1万吨，测试高度为1,828米（6,000英尺），为当时核试验的最大高度。

## 伽堡核试验
伽堡核试验于1953年5月25日在内华达试验场第五区内进行，核弹头在太平洋时间早上8:30引爆。这一试验取名“Garble”的原因是该词表示字母G，意为“Gun”（枪），这是因为弹头是一枚枪型原子弹。这是火炮弹道核武器（Artillery-Fired Atomic Projectile，AFAP）的第一次出现，也是美国唯一一次利用加农炮发射核弹头的试验。
伽堡核试验所用的弹头是一枚枪型原子弹，除本次实验外，仅小男孩原子弹和两次W33弹头试验曾引爆此类型的原子弹。弹壳为W19型核炮弹，半径为280毫米，长138厘米，重364千克。所使用的火炮名为M65型原子弹加农炮，发射速度为625m/s，射程32千米，重85吨。
该核弹在发射19秒后被引爆，原爆中心据火炮约10公里。依照设定的爆炸高度，爆炸发生在离地160米的空中，其爆炸当量为1.5万吨，与小男孩原子弹处在同一等级。较为异常的情况是本次实验出现了前驱波，其产生原因是爆炸产生的冲击波在地面反射，由于低空爆炸导致地面空气层温度较高，这一反射波的传播速度超过了爆炸的原始冲击波。故超压有所减小，但总的动压变大。这一现象对诸如吉普车和载人车辆之类的攻击目标造成了更大的伤害。从而使人重新审视核武器低空爆炸的重要性。

## 相册

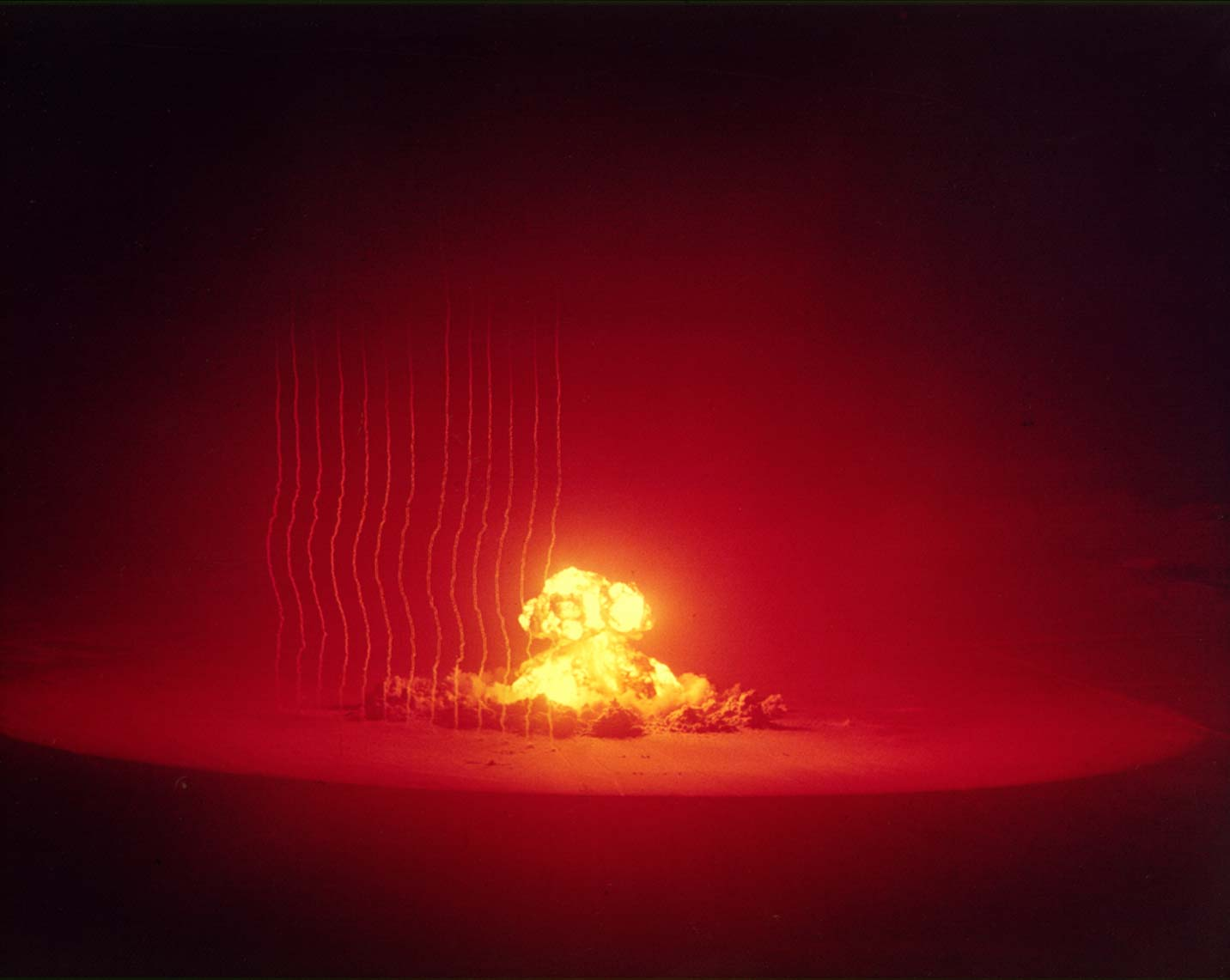
安妮
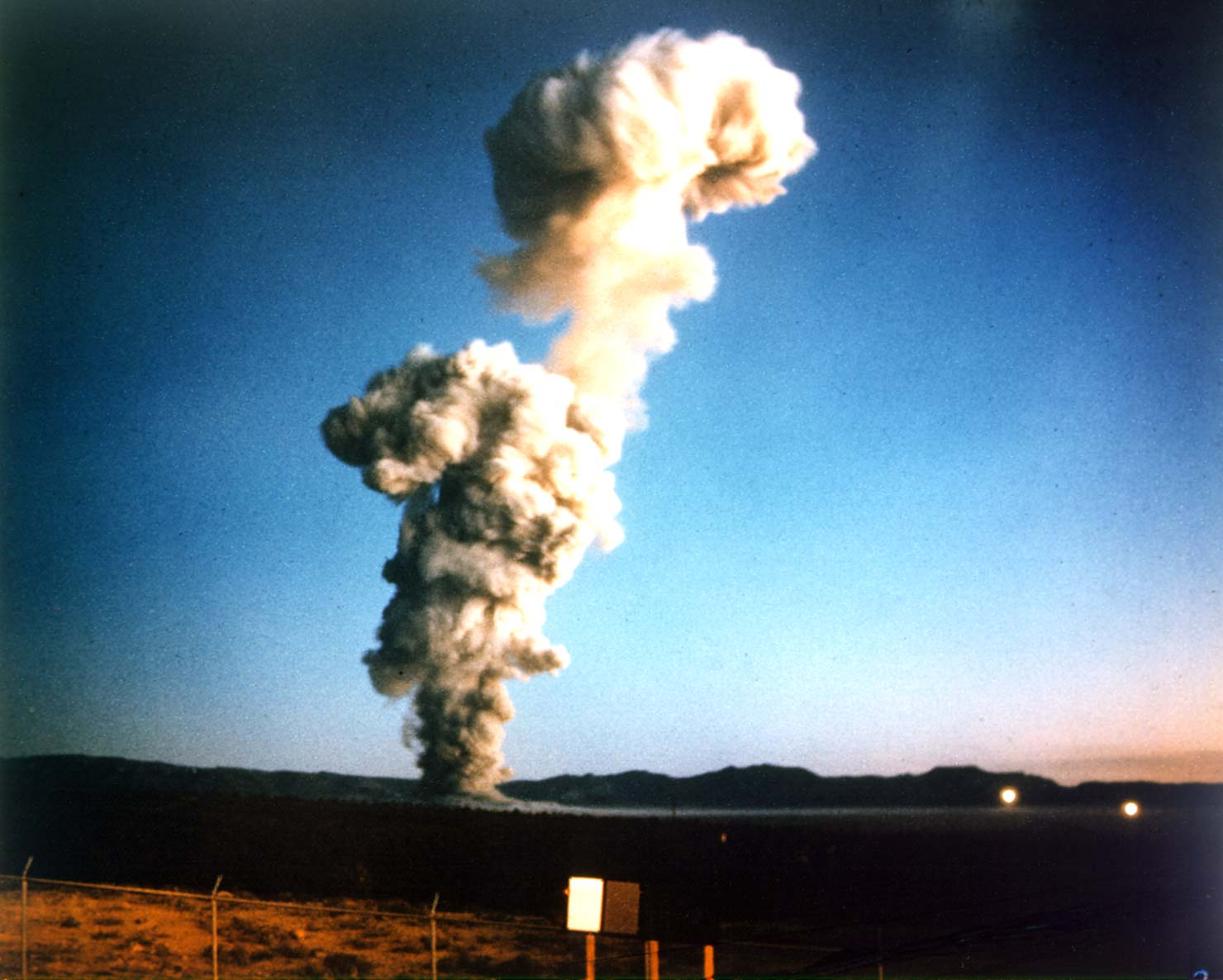
南希
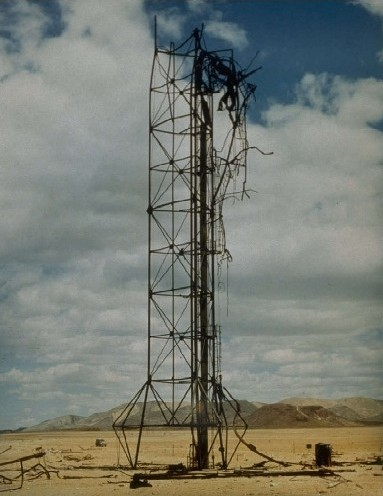
露丝
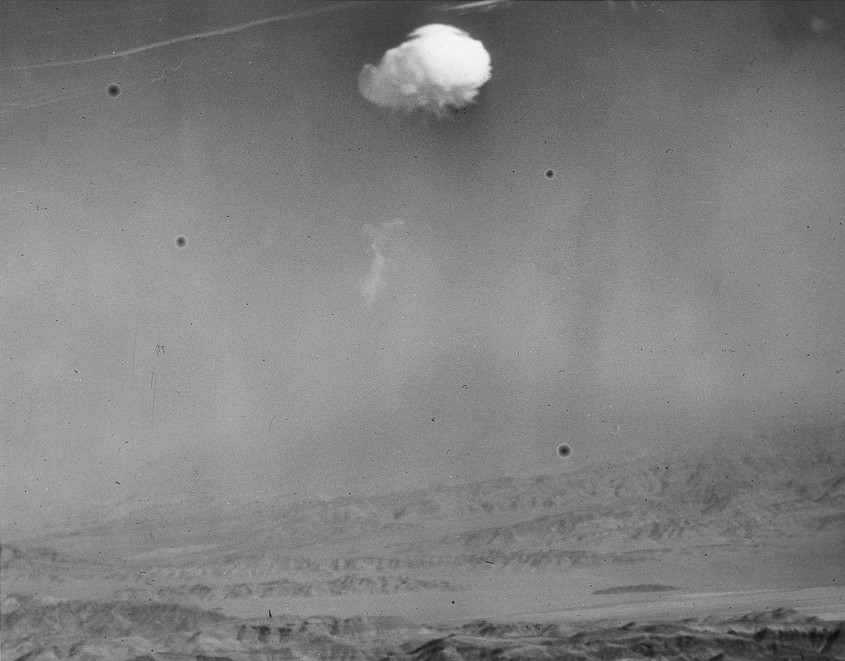
迪克西
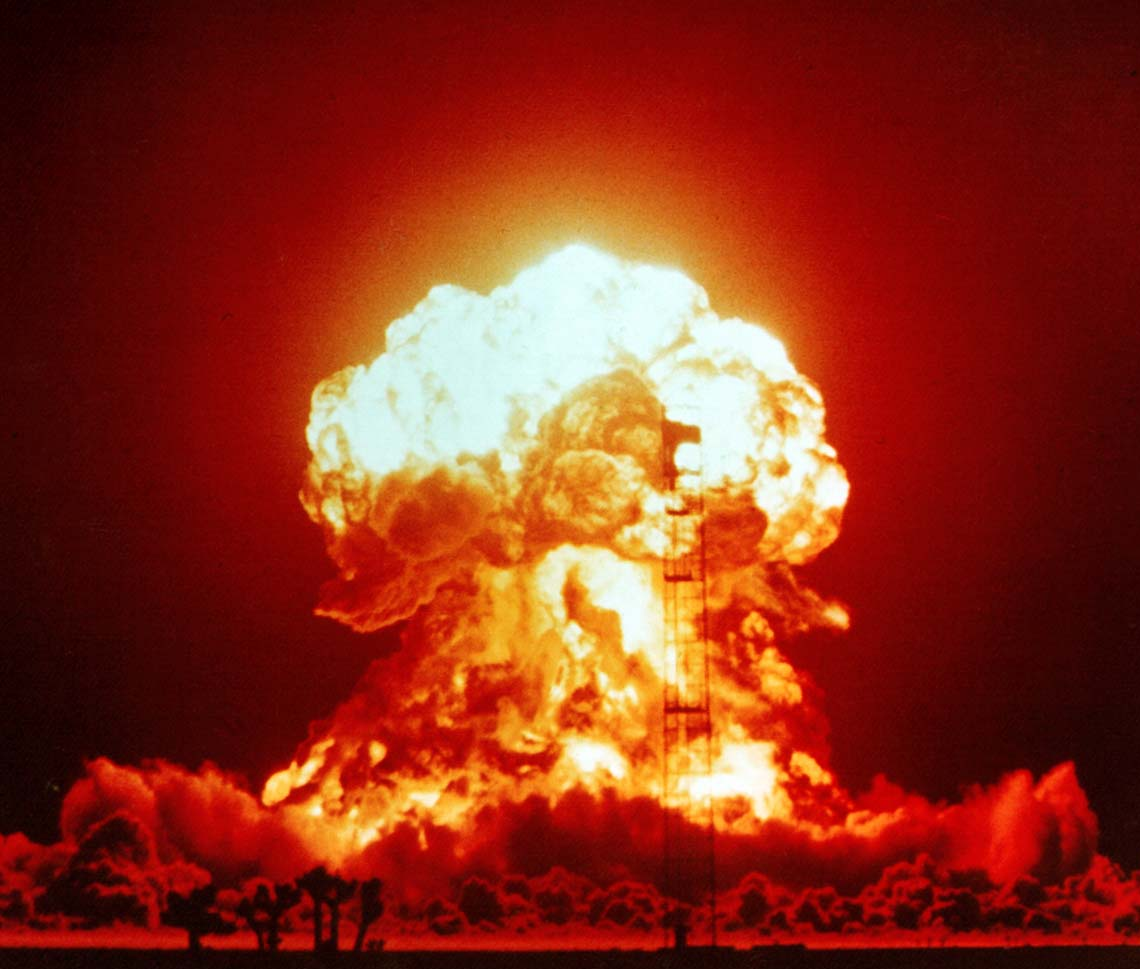
獾
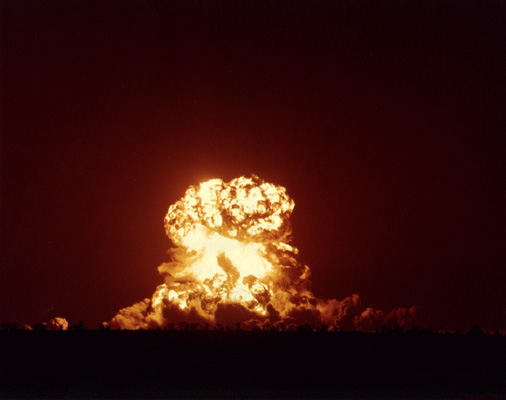
西蒙
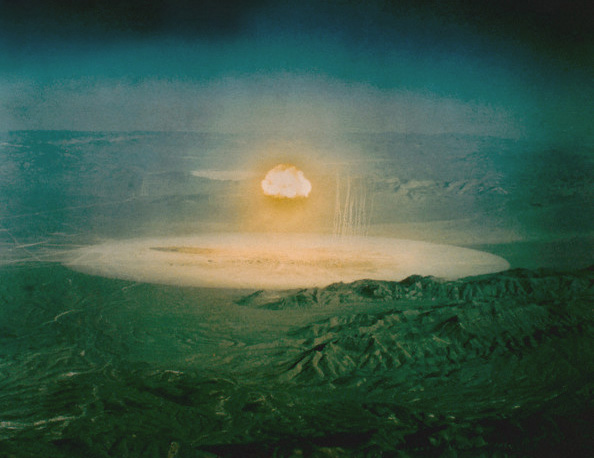
再演
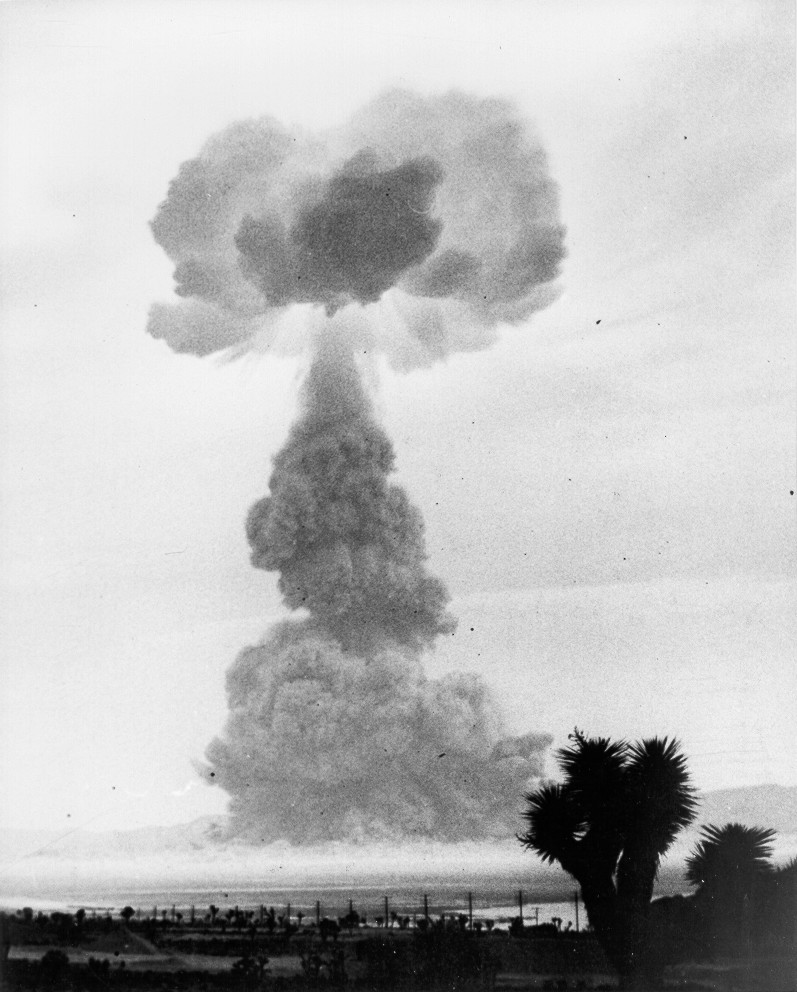
哈利
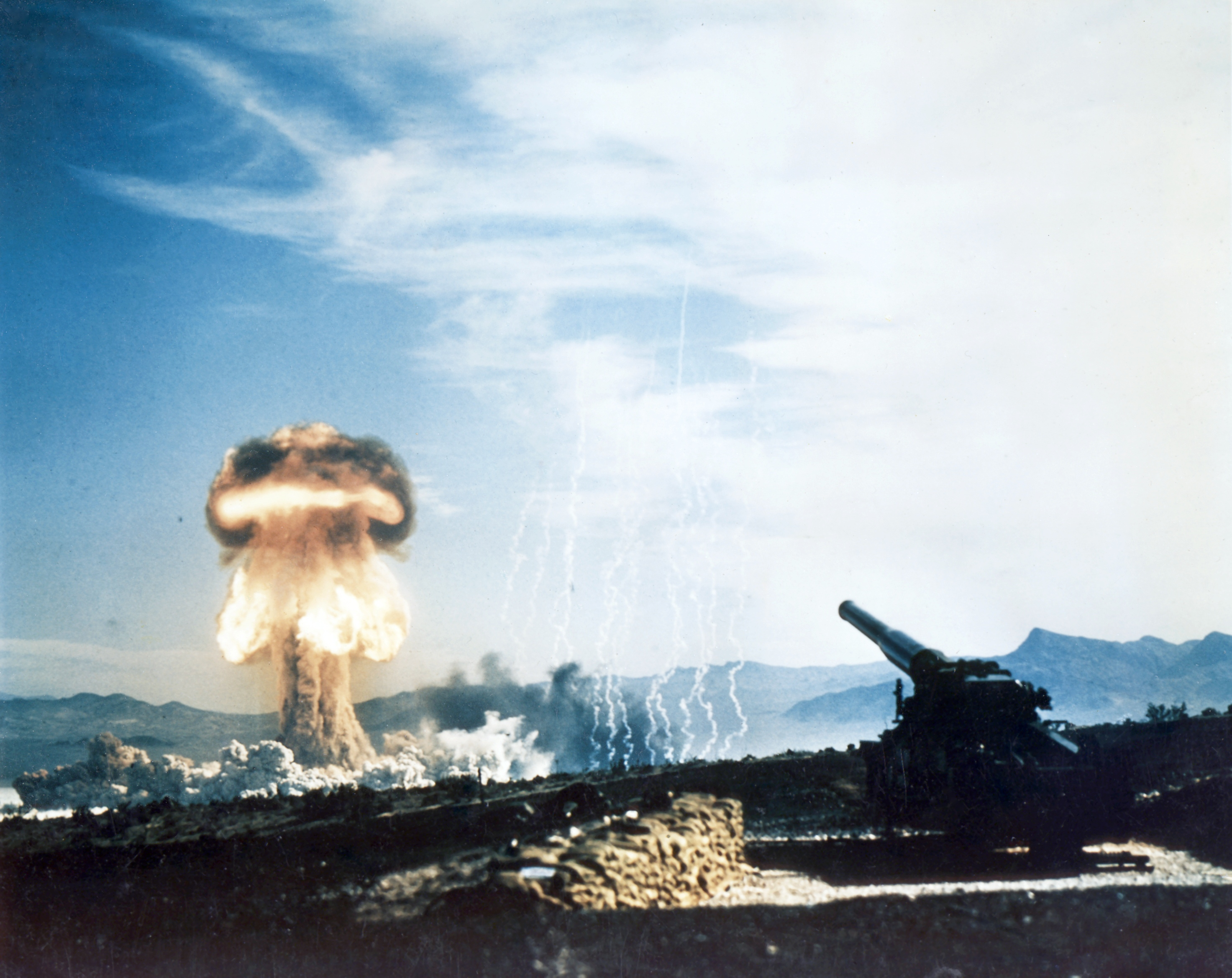
伽堡
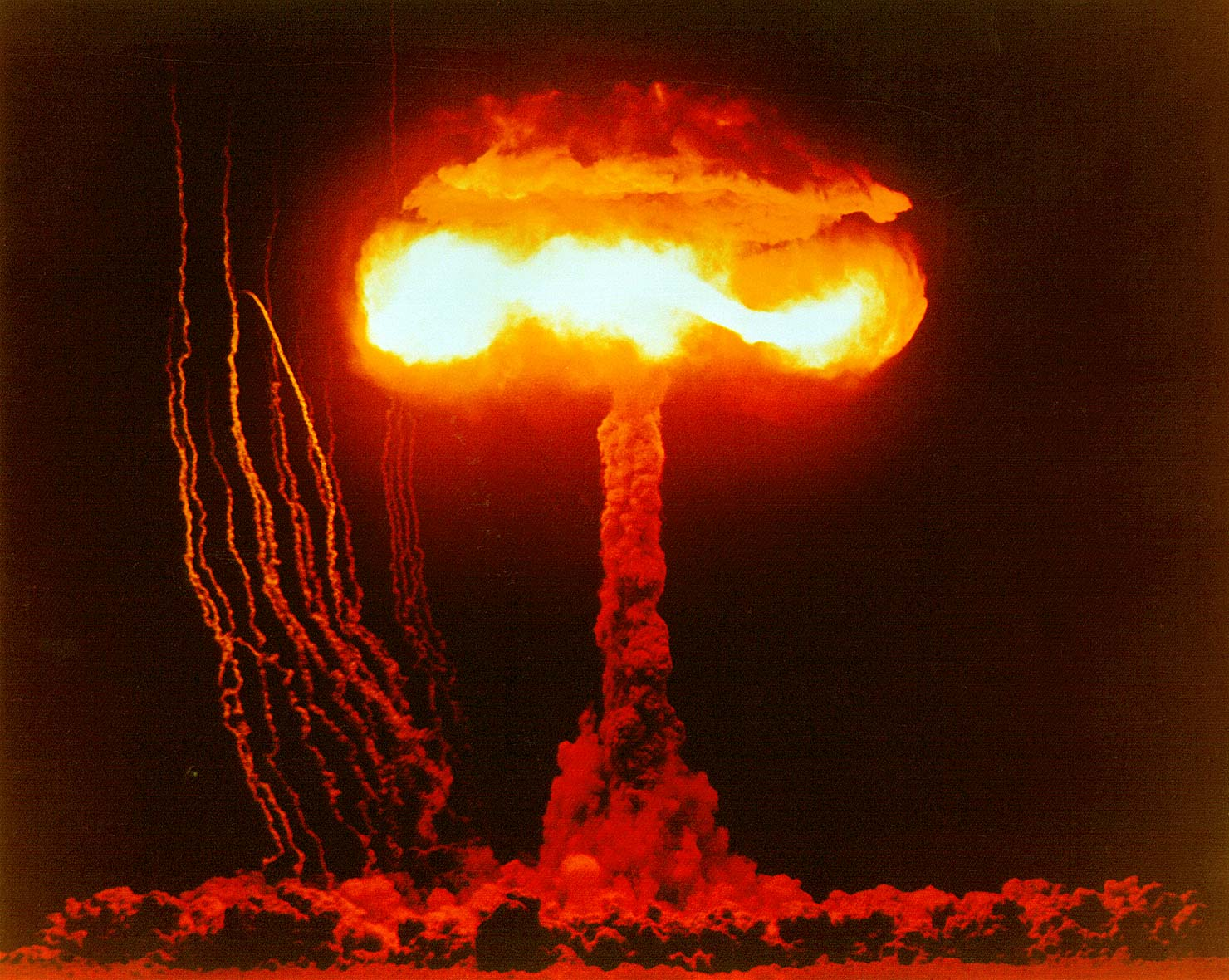
高潮